# Roy Halee
Roy Halee es un productor discográfico e ingeniero de sonido, conocido por producir y editar algunos de los álbumes más famosos de Simon and Garfunkel, incluidos Bookends y Bridge over Troubled Water. También trabajó con otros grupos, entre ellos Laura Nyro, Blood, Sweat & Tears, y Blue Angel.

## Curiosidades
- Roy Halee es mencionado en la primera versión del tema "A Simple Desultory Philippic (Or How I Was Robert McNamara'd Into Submission)", publicado en el disco "The Paul Simon Song Book" de Paul Simon en 1965.

- Datos: Q5783581